# Kléberson
José Kléberson Pereira, mais conhecido apenas como Kléberson (Uraí, 19 de junho de 1979), é um ex-futebolista brasileiro que atuava como volante ou meio-campista.
Ganhador do prêmio Bola de Prata da ESPN de 2001, Kléberson fez parte do plantel da Seleção Brasileira que foi campeão do mundo em 2002.

## Carreira

### Início no Atlético
Iniciou sua carreira no PSTC, clube de Londrina e, em seguida, passou às categorias de base do Atlético Paranaense.
Sua estreia no time principal do Atlético aconteceu em 1999, um ano depois de sua chegada no clube. Participou das conquistas dos Paranaenses de 2000, 2001 e 2002 (Supercampeonato), além do título inédito no Campeonato Brasileiro de 2001. Atuou como lateral direito, volante, meio-campista e, até mesmo, atacante, recebendo a Bola de Prata da Revista Placar como um dos melhores meias do campeonato.
Suas destacadas atuações no Atlético o levaram à Seleção Brasileira, no ano seguinte, a tempo de ser incluído entre os vinte e três convocados por Luiz Felipe Scolari para a Copa do Mundo de 2002. Inicialmente, na reserva, o jovem ganhou espaço nas fases decisivas, principalmente após fazer a jogada do segundo gol brasileiro nas oitavas-de-final, na dura partida contra a Bélgica. Kléberson voltou a se destacar na final: além de novamente ter feito a jogada do segundo gol brasileiro, ele quase abriu o placar no primeiro tempo, arriscando um chute de fora da área que venceu Oliver Kahn, mas bateu no travessão.
O ambiente com jogadores consagrados e enriquecidos no futebol europeu mexeu com ele, que, como todo o time atleticano, não repetiu o mesmo desempenho no Campeonato Brasileiro de 2002, sequer classificando-se entre os oito primeiros. O projeto do time em vendê-lo o mais rápido possível por 15 milhões de dólares após a Copa fracassou; o futebol europeu estava em retração financeira e nenhum clube se dispôs a pagar a quantia desejada pelo Atlético; para piorar, eventuais negociações foram atrapalhadas por empresários que tentaram atravessá-las, bem como desacordos entre o Atlético e o PSTC, que detinha 50% do passe de Kléberson. Tudo isso influenciou em sua queda de rendimento, o que provocou desgastes com diretoria e torcida.

### Manchester United
O desejo de jogar na Europa o fez negar proposta do Corinthians para disputar a Taça Libertadores da América de 2003; em janeiro daquele ano, recebera propostas das equipes inglesas do Leeds e Newcastle, nenhuma delas aceita por Atlético e PSTC. O Newcastle continuou insistindo por Kléberson, que tinha em Gilberto Silva, de quem tornara-se amigo na Copa, um representante não-oficial de seus interesses no futebol inglês (Gilberto passava por grande momento no Arsenal).
No meio do ano, finalmente o jovem acertou o poderoso Manchester United, onde ele tornou-se o primeiro brasileiro a ser contratado pelo time. Ele afirmou que Ronaldinho Gaúcho foi o responsável pela sua transferência para a Inglaterra, pois afirmou que iria junto. O técnico Alex Ferguson pediu por Kléberson na procura por um substituto para o argentino Juan Sebastián Verón, que havia saído para o Chelsea. Ronaldinho acabaria indo para o Barcelona e Kléberson foi apresentado oficialmente nos Diabos Vermelhos no dia 13 de agosto de 2003, juntamente com Cristiano Ronaldo, atacante português recém-comprado do Sporting. Devido ao idioma, Cristiano foi o colega de quarto e primeiro amigo de Kléberson na equipe.
Todavia, o brasileiro não se firmou, alternando bons e maus momentos devido a constantes lesões. No total, disputou 30 jogos pelo United.

### Besiktas
Em 2005, sem conseguir espaço, acabou vendido ao Beşiktaş, da Turquia.

### Flamengo

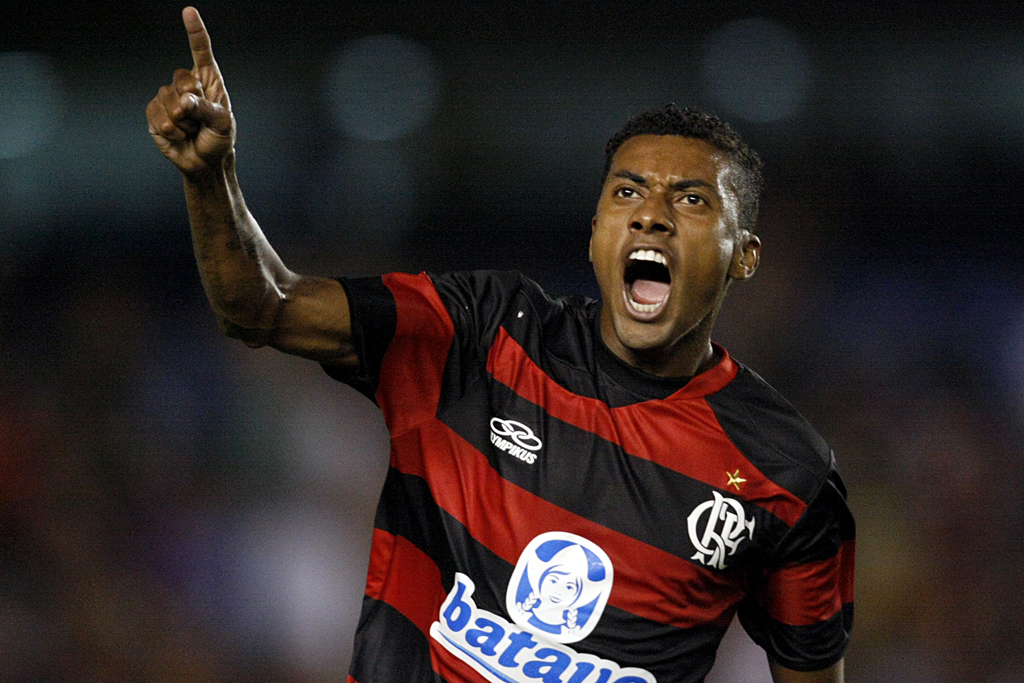
Kleberson pelo Flamengo em 2010.

Dois anos mais tarde, retornou ao Brasil, de contrato assinado com o Flamengo. Porém, em virtude de discordâncias entre o jogador e o clube turco, a FIFA somente liberou-o para atuar pelo Flamengo a partir de 2008.
Depois de cinco anos sem ser convocado pela Seleção Brasileira, Kléberson voltou a ser convocado, em 2009, para a Copa das Confederações, substituindo Anderson, que foi cortado por uma lesão. Neste mesmo ano, Kléberson ajudou o Flamengo a conquistar o campeonato carioca, sendo tricampeão pela quinta vez. Na final, Kléberson marcou os dois gols no empate em 2 a 2 com o Botafogo, no Maracanã.
No dia 12 de agosto de 2009, sofreu uma luxação no ombro direito defendendo Seleção Brasileira em um amistoso contra a Estônia. Voltou aos gramados em novembro e participou da conquista do Campeonato Brasileiro pelo Flamengo.
Já no dia 9 de fevereiro de 2010, foi convocado para atuar em um amistoso pela Seleção Brasileira, contra a Irlanda, último jogo oficial antes da Copa do Mundo de 2010. No dia 11 de maio, foi convocado pelo técnico Dunga para Copa do Mundo de 2010, na África do Sul.

### Empréstimo ao Atlético Paranaense
Em 10 de fevereiro de 2011, após o até então técnico do Flamengo, Vanderlei Luxemburgo, classificar Kléberson como "dispensável", a equipe rubro-negra confirmou o empréstimo do jogador ao Atlético Paranaense, clube que o revelou.

### Retorno ao Flamengo
Em 2012, o jogador retornou ao Flamengo ao fim do empréstimo no Atlético-PR, já com Joel Santana como técnico do clube, que tratou de reintegrar o mesmo ao elenco do Flamengo. Depois de algum tempo recebeu sua primeira chance na sua volta ao Flamengo, no dia 12 de março, contra o Fluminense, em uma partida válida pela Taça Rio do Campeonato Carioca. E, logo nessa primeira chance, marcou o gol da vitória do rubro-negro, que venceu o jogo por 2 a 0.
No dia 21 de junho de 2012, aceitou a proposta de rescisão de contrato feita pelo Flamengo.

### Bahia
Já no dia 28 de junho de 2012, foi confirmado como novo reforço do Bahia.

### Estados Unidos
Em 19 de março de 2013, Kléberson foi envolvido em uma troca com Freddy Adu, que acertou com o Bahia, enquanto Kléberson foi defender o Philadelphia Union. No dia 24 de março de 2014, Kléberson assinou com o Indy Eleven, time que disputa a segunda divisão norte americana, a North American Soccer League (NASL).
Em 5 de janeiro de 2016, o jogador foi anunciado pelo Fort Lauderdale Strikers, time que tem como proprietário Ronaldo Nazário e que disputa a NASL (North American Soccer League).

## Títulos
Atlético Paranaense
- Campeonato Brasileiro: 2001
- Seletiva para a Libertadores: 1999
- Campeonato Paranaense: 2000, 2001, 2002
- Troféu Primeira Hora: 2001

Manchester United
- Copa da Inglaterra: 2003-04
- Supercopa da Inglaterra: 2003

Besiktas
- Copa da Turquia: 2005-06, 2006-07

Flamengo
- Campeonato Brasileiro: 2009
- Campeonato Carioca: 2008, 2009, 2011
- Taça Guanabara: 2008, 2011
- Taça Rio: 2009, 2011

Seleção Brasileira
- Copa do Mundo FIFA: 2002
- Copa das Confederações FIFA: 2009
- Copa América: 2004

### Individual
- Prêmio Bola de Prata ESPN: 2001[2]